# Luitgard Camerer
Luitgard Hedwig Camerer (* 20. August 1938; † 19. November 2022) war eine deutsche Bibliothekarin. Bis 1999 war sie die Direktorin der öffentlichen Bibliotheken in Braunschweig (seit 2007 Stadtbibliothek Braunschweig).

## Leben
Luitgard Camerer wurde 1963 an der Universität Tübingen mit der philologischen Dissertation über die Praktische Klugheit bei Herodot. Untersuchungen zu den Begriffen mēchanē, technē, sophiē. promoviert. Sie folgte Wolf-Dieter Schuegraf im Amt als Direktorin der Stadtbibliothek Braunschweig, das sie bis 1999 innehatte. Ihre Nachfolgerin wurde Anette Haucap-Naß.

## Werke (Auswahl)
- mit Bernd Ulrich Hucker und Manfred R. W. Garzmann: Till Eulenspiegel. Beiträge zur Forschung und Katalog der Ausstellung vom 6. Oktober 1980 bis 30. Januar 1981. Braunschweig 1980.
- mit Ulrike Fischer: Der Buchdruck in der Stadt Braunschweig vor 1671. In: Kleine Schriften Nr. 13. Stadtarchiv und Öffentliche Bücherei Braunschweig im Auftrag der Stadt Braunschweig herausgegeben von Wolf-Dieter Schuegraf, Braunschweig 1985.
- mit Wolf-Dieter Schuegraf, Manfred R. W. Garzmann und Norman-Mathias Pingel: Braunschweiger Stadtlexikon. Joh. Heinr. Meyer Verlag, Braunschweig 1992, ISBN 3-926701-14-5.
- mit Manfred R. W. Garzmann und Norman-Mathias Pingel (Hrsg.): Braunschweiger Stadtlexikon – Ergänzungsband. Joh. Heinr. Meyer Verlag, Braunschweig 1996, ISBN 3-926701-30-7.